# 4466 Abai
4466 Abai è un asteroide della fascia principale. Scoperto nel 1971, presenta un'orbita caratterizzata da un semiasse maggiore pari a 2,9415343 UA e da un'eccentricità di 0,0302524, inclinata di 2,10296° rispetto all'eclittica.